# São Leonardo de Porto Maurizio na Acilia (título cardinalício)
São Leonardo de Porto Maurizio na Acilia (em latim, Sancti Leonardi a Portu Mauritio in Acilia) é um título cardinalício instituído em 19 de novembro de 2016 pelo Papa Francisco. Sua igreja titular é San Leonardo da Porto Maurizio.

## Titular protetor
- Sebastian Koto Khoarai (2016-2021)
- Leonardo Ulrich Steiner, O.F.M. (desde 2022)